# Saint Joseph megye (Michigan)
Saint Joseph megye az Amerikai Egyesült Államokban, azon belül Michigan államban található. Megyeszékhelye Centreville, legnagyobb városa Sturgis. Lakosainak száma 60 939 fő (2020. április 1.). Saint Joseph megye Kalamazoo, Branch, Cass, LaGrange, Elkhart, Van Buren és Calhoun megyékkel határos.

## Népesség
A megye népességének változása:
| Lakosok száma | 61 264 | 61 026 | 60 883 | 60 964 | 61 018 | 60 939 |
|               | 2010   | 2011   | 2012   | 2013   | 2015   | 2020   |